# Moed en deugd
Moed en deugd. Ridderorden in Nederland. De ontwikkeling van een eigen wereld binnen de Nederlandse samenleving is het standaardwerk van J.A. van Zelm van Eldik over Nederlandse ridderorden dat verscheen in 2003.

## Geschiedenis
Van Zelm van Eldik (1912-2012) was van 1948 tot 1977 secretaris van de Kanselarij der Nederlandse Orden en werd mede daardoor een groot kenner op het gebied van de Nederlandse faleristiek. Pas na zijn pensionering kon hij zich richten op de studie van de ridderorden waarvan dit tweedelige werk, dat 1007 bladzijden telt, het resultaat is. De uitgave, die tot stand kwam in samenwerking met de Koninklijke Vereniging van Leden der Nederlandse Ridderorden, was dus de vrucht van iets meer dan 25 jaar studie. Die studie was gebaseerd op uitgebreid literatuur- en archiefonderzoek. Wat dat laatste betreft merkt Van Eldik in zijn voorwoord op dat hiaten in de archieven een juist antwoord op vragen belemmerden. Dit laatste betrof met name archieven uit het begin van het Koninkrijk Holland onder koning Lodewijk Napoleon.

## Inhoud
De uitgave begint, na het Woord vooraf, het Ten geleide en de Verantwoording met een Inleiding en een schets van de oude ridderorden en oude ridderlijke orden, de ridderorden in de Franse tijd om vervolgens tot de geschiedenis van de ridderorden van het koninkrijk der Nederlanden te komen. Na het voorbereidende hoofdstuk komt dan de eerst ingestelde onderscheiding aan bod (vanaf hoofdstuk 6 en bladzijde 175): de Militaire Willems-Orde. Dan worden achtereenvolgens de orde van de Nederlandse Leeuw, de Luxemburgse orden (waaraan het huis Oranje-Nassau immers van 1815 tot 1890 in personele unie was verbonden) en de orde van Oranje-Nassau aan bod.
Van Eldik schenkt ook aandacht aan de ontneming en zuivering van de ridderorden na de Tweede Wereldoorlog, de versierselen zelf en hun ontwerpers, en eindigt met de dynastieke orden. In de bijlagen worden onder andere de statuten en wettelijke besluiten met betrekking tot de orden gegeven.

## Uitgave
Dit standaardwerk werd uitgebracht in twee in roodlinnen gebonden delen die gevat zijn in een gelijk gekleurde linnen cassette. De twee delen kennen doorlopend genummerde pagina's. Het boekwerk werd uitgegeven door de Walburg Pers en kostte bij verschijnen € 199.
Op de uitgave kon worden ingetekend en een lijst van intekenaren is achter in de uitgave opgenomen. Voor die intekenaren werden de eerste 750 exemplaren met de hand genummerd terwijl de rest van de oplage ongenummerd in de handel werd gebracht.